# Peoples State Forest
Peoples State Forest ist ein State Forest im US-Bundesstaat Connecticut auf dem Gebiet der Gemeinde Barkhamsted. Er ist unmittelbar mit dem American Legion State Forest, der sich nach Süden hin anschließt. Der Forst verfügt über 16 km (10 mi) Wanderwege im blue-blazed System der Peoples State Forest Trails.

## Geographie
Der Peoples State Forest erstreckt sich östlich des Westarmes des Farmington River. Das Gebiet entlang des romantischen Oberlaufs des Farmington River ist ein gebirgiges Gelände mit beeindruckenden Klippen und vielen Felsen. Landläufig wird das Gebiet auch als Pleasant Valley bezeichnet. Vom Farmington River (138 m) steigt das Gelände bis auf 335 m über dem Meer an.
Als noch Indianer in dem Gebiet lebten, nutzten sie ein Speckstein-Lager, um Steine zur Herstellung von Gerätschaften und Schmuck zu gewinnen.

## Nature Museum
Im Park befindet sich auch das Peoples State Forest Nature Museum (Stone Museum). In dem Steingebäude, das 1935 vom Civilian Conservation Corps errichtet wurde gibt es eine naturkundliche Ausstellung mit vielen Präparierten Tieren, sowie einigen Informationen zu den Pionieren, Indianern, Waldnutzung und Steingewinnung und dem CCC.
Das Museum wurde zunächst von 1935 bis 1942 betrieben. 1992 wurde es unter dem Namen "The Stone Museum" wiedereröffnet, der Name aber 2007 wieder in Peoples State Forest Nature Museum umgewandelt.

## Wanderwege
Die meisten Wanderwege sind nach Persönlichkeiten benannt, die Einfluss auf die Errichtung des Schutzgebietes bzw. den Naturschutz insgesamt hatten:
- Agnes Bowen Trail, Sekretärin der örtlichen Chamber of Commerce und Hauptverantwortliche für die Lokalisierung des Parks.
- Charles Pack Trail, Präsident der American Tree Assoc. und American Nature Assoc.
- Elliot Bronson Trail, Verfasser des Forestry Pageant für Peoples Forest, 1924; Superintendent of State Parks bis 1964.
- Jessie Gerard Trail, Direktor der Connecticut Forest and Park Assoc.; Der Weg führt zu Veeder Boulders, Light House Village graveyard site und Chaughams Lookout.
- Robert Ross Trail, Forstmann.
- Walt Landgraf Trail, Landgraf war bis 2007 der Kurator des Museums.
- The Pond Trail führt zum Beaver Brook Pond.